# Megan Jastrab
Megan Jastrab (Apple Valley, 29 januari 2002) is een Amerikaans wielrenster die sinds 2021 voor het Nederlandse Team DSM-Firmenich rijdt. Ze is zowel actief op de baan als op de weg.

## Carrière
Megan Jastrab had in haar oudere broer altijd een trainingsmaatje, waar ze zich aan kon optrekken. Op achtjarige leeftijd begon ze met BMX-fietsen, enkele jaren later ging ze ook op de mountainbike en op de racefiets rijden. Op zeer jonge leeftijd reed ze al op een motorfiets, waarmee snelheid en voertuigbeheersing al vroeg bij haar bekend waren.
In 2018 won ze Gent-Wevelgem in de categorie onder 17 jaar. In 2019 won ze bij de junioren twee wereldtitels (op de weg en op de baan) en werd ze Amerikaans kampioene op de weg. In dat jaar won ze in de Nations Cup voor junioren de Trofeo Da Moreno en twee etappes en alle klassementen van de Healthy Ageing Tour. Eind 2020 liep ze stage bij de Amerikaanse ploeg Rally UHC Women en vanaf 2021 rijdt ze voor Team DSM. Na één seizoen verlengde Jastrab haar contract bij de ploeg tot 2025.
Samen met Emma White, Jennifer Valente, Chloé Dygert en Lily Williams won ze in augustus 2021 brons namens de Verenigde Staten op de ploegenachtervolging tijdens de Olympische Zomerspelen 2020 in Tokio.

## Palmares

### Wegwielrennen
2018
Gent-Wevelgem (U17)
2019
 Wereldkampioene op de weg, junioren
 Amerikaans kampioene op de weg, junioren
 Amerikaans kampioenschap tijdrijden, junioren
Trofeo Da Moreno, junioren
Eind- en puntenklassement Healthy Ageing Tour, junioren
1e en 3e etappe Healthy Ageing Tour
2023
GP de Gatineau

#### Resultaten in voornaamste wedstrijden
| Jaar | Ronde van Italië | Ronde van Frankrijk | Ronde van Spanje |
| ---- | ---------------- | ------------------- | ---------------- |
| 2021 |                  |                     | opgave           |
| 2022 | 86e              |                     | 93e              |
| 2023 | 88e              | 111e                |                  |
| 2024 |                  |                     |                  |
| 2025 | 52e              | 54e                 | 60e              |

| Jaar | Milaan-San Remo | Gent-Wevelgem | Ronde van Vlaanderen | Parijs-Roubaix | Amstel Gold Race | Luik-Bast.‑Luik | Classic Brugge-De Panne |  | WK op de weg |
| ---- | --------------- | ------------- | -------------------- | -------------- | ---------------- | --------------- | ----------------------- |  | ------------ |
| 2021 |                 |               |                      | opgave         |                  |                 |                         |  |              |
| 2022 |                 | opgave        |                      | 39e            |                  |                 | 121e                    |  |              |
| 2023 |                 | ↑             | 46e                  | 88e            |                  |                 | 4e                      |  | 36e          |
| 2024 |                 |               |                      |                |                  |                 |                         |  |              |
| 2025 | 78e             | 88e           | 69e                  | 77e            | 40e              |                 |                         |  |              |

### Baanwielrennen
| Jaar     | AK                                          | PAK      | WK                   | Overige                  |
| Junioren | Junioren                                    | Junioren | Junioren             | Junioren                 |
| -------- | ------------------------------------------- | -------- | -------------------- | ------------------------ |
| 2019     | Omnium · Puntenkoers · Ploegenachtervolging |          | Koppelkoers · Omnium |                          |
| Elite    |                                             |          |                      |                          |
| 2018     | Koppelkoers                                 |          |                      |                          |
| 2019     | Koppelkoers · Scratch                       |          |                      |                          |
| 2020     |                                             |          |                      |                          |
| 2021     |                                             |          |                      | OS: Ploegenachtervolging |
| 2022     |                                             |          |                      |                          |
| 2023     |                                             |          |                      |                          |

## Ploegen
- 2020 –  Rally UHC Women (stagiair vanaf 1 augustus)
- 2021 –  Team DSM
- 2022 –  Team DSM
- 2023 –  Team DSM-Firmenich
- 2024 -  Team DSM-Firmenich PostNL
- 2025 -  Team DSM-Firmenich PostNL

Andersen · Georgi · Jastrab · Kirchmann · Koch · Labous · Lippert · Mackaij · Olausson · Peperkamp · Rivera · Soek · Wiebes
Barale · Curinier · Georgi · Jastrab · Kirchmann · Koch · Kool · Labous · Lippert · Mackaij · Peperkamp · Uijen · Wiebes
Barale · Ciabocco · Curinier · Georgi · Hengeveld · Jastrab · Koch · Kool · Labous · van der Meiden · Peperkamp · Plouffe · Rayer · Storrie · Uijen · Vinke
Bader (vanaf 16/7) · Barale · Barbieri · Ciabocco · Georgi · Hengeveld · Jastrab · Koch · Kool · Labous · van der Meiden (tot 30/7) · Nelson · Peperkamp · Plouffe · Rayer · Smith · Storrie · Uijen · Vinke
Bader · Barale · Barbieri · Cavalli · Ciabocco · Georgi · Heremans · Jastrab · Koch · Kool · Londoño · Nelson · Peperkamp · Roldan · Smith · Storrie · Uijen · Vinke